# Карпинск (муниципальный округ)
Муниципа́льный о́круг Карпи́нск — муниципальное образование в Свердловской области, относится к Северному управленческому округу. Административный центр — город Карпинск.
Официальное полное наименование муниципального образования — муниципальный округ Карпинск Свердловской области.
С точки зрения административно-территориального устройства области, муниципальный округ Карпинск вместе с Волчанским муниципальным округом находятся в границах административно-территориальной единицы город Карпинск (соответствующей категории города областного подчинения).

## География
Муниципальный округ Карпинск расположен на северо-западе Свердловской области, на восточном склоне Уральских гор, в южно-таёжной части Северного Урала. Площадь муниципального округа — 5523,32 км², что составляет приблизительно 2,84 % от общей площади Екатеринбуржья.
Муниципальный округ Карпинск граничит:
- с другими муниципальными округами Свердловской области:
  - на севере — с Североуральским,
  - на северо-востоке — с Волчанским,
  - на востоке — с муниципальным округом Краснотурьинск,
  - на юго-востоке — с Новолялинским;
- на западе — с Красновишерским муниципальным округом соседнего Пермского края.

Рельеф
Отличается горно-холмистым рельефом. Средняя высота Уральского хребта составляет 800—1000 м, Конжаковско-Серебрянского массива — 1000—1500 м. Высочайшие вершины: Конжаковский Камень (1569,7 м), Косьвинский Камень (1519,5 м), Острая Косьва (1403,0 м), Южный Иов (1311,0 м), Серебрянский Камень (1305,2 м), Северный Иов (1263,1 м), Трапеция (1253,6 м), Казанский Камень (1200,2 м), Сосьвинский Камень (954 м) и др. Конжаковский Камень — самая высокая гора Свердловской области, на его склонах ежегодно в первую субботу июля проводится международный горный марафон «Конжак».
Реки и озёра
Уральские горы служат естественным водоразделом рек. В восточных предгорьях берут своё начало реки Вагран, Турья, Каква, Лобва (правые притоки реки Сосьвы, Обь-Иртышский водный бассейн). По западным склонам протекает река Косьва и её притоки — реки Тыпыл, Тылай, Кырья (Волго-Камский водный бассейн). Истоки реки Катышёр (в верховьях Северный Катышёр) объявлены гидро- и геоморфологическим памятником природы. Живописные озёра: Большое и Малое Княспинские, Валенторское, Антипинское, Берёзовское. Встречаются заболоченные участки.
Флора
Основу растительности составляют темно-хвойные леса из ели, пихты, сосны, лиственницы. Ботанические памятники природы представлены старыми кедровниками: Старокняспинским, Новокняспинским и Серебрянским, высокопродуктивными кедровыми насаждениями, среди которых кедровники Кытлымский, Казанский, Первый и Второй Серебрянские. На вершинах Уральского хребта и Конжаковско-Серебрянского массива — горные луга и тундры в сочетании с берёзовым и еловым криволесьем. Геоморфологические памятники природы: гора Голобокий Чурок, горный массив Серебрянский Крест, перевал Дидковского, пещеры Мрака и Жилище Сокола.
Фауна
Животный мир карпинских лесов представлен следующими видами: рябчик, белка, заяц, тетерев, глухарь, норка, лось, бобр, куница, горностай, медведь, лисица, выдра, колонок, рысь, росомаха, волк. Европейская норка и выдра занесены в Красную книгу Свердловской области.
Полезные ископаемые
Полезные ископаемые: медно-цинковые руды, бокситы, золото и платина. До недавнего времени добывался каменный уголь (ископаемый уголь). С 2001 года предприятием ООО «Валенторский медный карьер» началась промышленная эксплуатация Валенторского месторождения медно-колчеданных руд, открытого геологами в 1958 году в 23 км на северо-запад от города Карпинск. Разведанные запасы составляют 2 млн т и содержат медь, цинк, серу, золото, серебро, кадмий, теллур, селен, висмут и др. Построены уникальные электрохимические сооружения для очистки карьерных вод, не имеющие аналогов в российской горнорудной промышленности.
По территории муниципального образования проходят магистральные газопроводы высокого давления Ямбург — Уренгой — Центр — Западная граница, обслуживанием которых занимается Карпинский участок ЛПУ МГ.

## История
17 декабря 1995 года по результатам местного референдума город Карпинск и территории, подчинённые городской администрации (за исключением Волчанска), образовали муниципальное образование город Карпинск. 10 ноября 1996 года муниципальное образование было включено в областной реестр.
7 августа 1996 года на территории, подчинённой городу Карпинску, были образованы посёлки Верхняя Косьва и Усть-Тыпыл. Официально посёлки просуществовали до 26 апреля 2016 года, пока не были упразднены Законом Свердловской области № 38-ОЗ.
31 декабря 2004 года муниципальное образование город Карпинск было наделено статусом городского округа.
27 ноября 2001 года был упразднен посёлок Шомпа.
1 января 2006 года муниципальное образование город Карпинск было переименовано в городской округ Карпинск.
1 января 2025 года городской округ Карпинск был преобразован в муниципальный округ.

## Население
| 2002    | 2009    | 2010    | 2011    | 2012    | 2013    | 2014    |
| ------- | ------- | ------- | ------- | ------- | ------- | ------- |
| 45 187  | ↘41 669 | ↘31 859 | ↘31 774 | ↘31 330 | ↘31 030 | ↘30 891 |
| 2015    | 2016    | 2017    | 2018    | 2019    | 2020    | 2021    |
| ↘30 418 | ↘30 001 | ↘29 607 | ↘29 291 | ↘29 044 | ↘28 766 | ↘27 652 |
| 2023    |         |         |         |         |         |         |
| ↘27 146 |         |         |         |         |         |         |

### Занятость
Население округа составляет 30,9 тысяч человек, численность экономически активного населения — 17,3 тысяч человек.
Уровень зарегистрированной безработицы на 01.06.2010 год составил 5,48 %. На 01.01.2014 год — 3,05 %.

## Состав
В состав муниципального округа Карпинск входят 7 населённых пунктов
| № | Населённый пункт | Тип населённого пункта        | Население |
| - | ---------------- | ----------------------------- | --------- |
| 1 | Антипинский      | посёлок                       | ↘46       |
| 2 | Веселовка        | посёлок                       | ↘167      |
| 3 | Каквинские Печи  | посёлок                       | ↘69       |
| 4 | Карпинск         | город, административный центр | ↘25 396   |
| 5 | Кытлым           | посёлок                       | ↗1374     |
| 6 | Новая Княсьпа    | посёлок                       | ↘36       |
| 7 | Сосновка         | посёлок                       | ↘973      |

## Местное самоуправление
Представительным органом местного самоуправления является Дума муниципального округа Карпинск. Дума состоит из 20 депутатов, избираемых на муниципальных выборах на основе всеобщего равного и прямого избирательного права при тайном голосовании сроком на 4 года. Исполнительно-распорядительным органом является администрация городского округа. Главой администрации муниципального округа является глава муниципального округа, избираемый сроком на 4 года.
В городе имеют свои отделения партия «Единая Россия» и КПРФ.

## Символика
Герб муниципального округа Карпинск
Геральдическое описание герба гласит: «В серебряном поле лазоревый орёл с золотыми глазами и нимбом, держащий в лапах процветший на концах, развёрнутый в пояс свиток и сопровождаемый внизу чёрным, заполненным золотом, камнем, лежащим поверх двух чёрных, соединённых накрест, кирок. Щит увенчан золотой башенной короной о пяти зубцах».
Символика герба имеет следующее толкование:«Орёл Святого Иоанна Богослова служит указанием на то, что данная территория входила в состав Богословского горного округа. Чёрно-золотой камень и кирки указывают на минеральные богатства и их разработку, послужившие основой для появления этих местах заводских и рудничных посёлков. Орёл и камень — гласные эмблемы к названиям пос. Богословский и Угольный, слиянием которых был образован современный Карпинск». Золотая башенная корона о пяти зубцах указывает на то, что герб принадлежит городскому округу.
Герб муниципального образования утверждён решением Карпинской городской Думы от 30 сентября 2004 года № 13/4 (документ утратил силу), внесён в Государственный геральдический регистр РФ под № 1600 и в Регистр официальных символов Свердловской области под № 96 (по разряду территориальных символов).
В связи с преобразованием городского округа в муниципальный округ герб видоизменился. На гербе была обновлена корона.
Флаг муниципального округа Карпинск
Флаг представляет собой «полотнище с соотношением сторон 2:3 белого цвета, по центру которого помещено изображение фигур городского герба (орёл со свитком и камень на скрещённых кирках), выполненное синим, чёрным, и жёлтым цветами. Оборотная сторона зеркально воспроизводит лицевую». Флаг полностью воспроизводит символику герба муниципального образования.
Флаг муниципального образования утверждён решением Карпинской городской Думы от 30 сентября 2004 года № 13/4, внесён в Государственный геральдический регистр РФ под № 1601 и в Регистр официальных символов Свердловской области под № 97 (по разряду территориальных символов).

## Экономика
Промышленность
Крупные и средние предприятия муниципального округа Карпинск представлены предприятиями обрабатывающих производств, добыче полезных ископаемых, по производству и распределению пара и воды. По видам экономической деятельности предприятия представлены следующим образом:
- предприятия машиностроения: ОАО «Карпинский электромашиностроительный завод», ООО "Завод «Звезда», ООО «Завод горного машиностроения»;
- легкой промышленности: ООО "Производственная фирма «Новый стиль»;
- пищевой промышленности: филиал «Карпинский хлебокомбинат» ОГУП «Агентство по развитию рынка продовольствия Свердловской области»;
- лесной и деревообрабатывающей промышленности: ООО «Уралхимлес», ГУП СО ЛХПО «Карпинский филиал»;
- добыча полезных ископаемых: ООО "Валенторский медный карьер;
- производство и распределение пара и воды осуществляет МУП «Карпинские коммунальные системы».

По состоянию на 1 января 2015 года в городском округе Карпинск действовало 849 субъектов малого и среднего предпринимательства, в том числе 259 — юридических лиц, 590 — индивидуальных предпринимателей. Доля работников, занятых на предприятиях малого и среднего бизнеса в общей численности занятых в экономике городского округа составила 37,6 %.
Сельское хозяйство
Общая площадь земель сельскохозяйственного назначения в муниципальном округе Карпинск составляет 2296 га. В сельхозпроизводстве округа заняты только индивидуальные предприниматели и крестьянские (фермерские) хозяйства. На территории муниципального округа находится 25 садоводческих товариществ.
Транспорт
По состоянию на 01.01.2014 года общая протяжённость автомобильных дорог местного значения составляет 174,7 км, из них 44,4 км — дороги с твёрдым покрытием (25,4 %), 130,3 км — дороги с грунтовым покрытием (74,6 %). Магистральное автодорожное сообщение осуществляется по автомобильной дороге регионального значения Серов — Североуральск — Ивдель. По территории муниципального округа Карпинск проходит 8 межмуниципальных маршрутов.
На территории муниципального округа расположена грузовая железнодорожная станция Карпинск, выполняющая местную грузовую работу.
Жилищно-коммунальная сфера
На территории округа, по состоянию на 01.01.2014 года находятся 1343 дома общей площадью 690 900 м², из них полностью благоустроены 40 домов. На территории муниципального округа Карпинск насчитывается 414 многоквартирных домов, 58 дворов.
Теплоснабжение обеспечивается 9 котельными, из которых 7 находятся в городе, 2 — в посёлках Кытлым (работает на угле) и Сосновка (работает на щепе (дровах). Общая протяженность действующих тепловых сетей — 50,8 км, износ — 69 %. Потери при транспортировке тепловой энергии достигают 14,9 % от объёма отпущенной в сеть тепловой энергии. Всего газифицировано 12 многоквартирных домов и 951 дом частного сектора (31,6 % от всех частных домовладений г. Карпинска).
Протяженность водопроводных сетей составляет около 100 км. В г. Карпинске имеется 1 водозабор, 5 скважин.
Общая протяженность канализационных сетей составляет 70 км. Имеется 8 канализационных насосных станций. Износ сетей и оборудования канализационного хозяйства составляет 76 %.
На территории современного муниципального округа с 1950 года действует 1 объект размещения отходов (свалка ТБО). Общая площадь земель, занимаемая объектом размещения отходов, составляет порядка 4,68 га.
Длина линий наружного освещения муниципального округа Карпинск составляет 74,5 км. Основная часть освещения выполнена лампами накаливания.
В структуре зеленых насаждений муниципального округа преобладают тополя, акации. Большая часть тополей высажена в 1960-е годы, часть деревьев переросшие и находятся в аварийном состоянии, что создает угрозу жизни населению.

## Социальная сфера
Образование
В системе образования муниципального округа действуют 16 образовательных учреждений: 8 детских садов, 6 средних общеобразовательных школ, 2 учреждения дополнительного образования детей — детско-юношеская спортивная школа и детский оздоровительно-образовательный центр, в структуре которого загородный оздоровительный лагерь «Светлячок». Для детей с ограниченными возможностями здоровья функционирует государственное казённое общеобразовательное учреждение «Карпинская специальная (коррекционная) школа-интернат».
Для обеспечения доступности общего образования на территории муниципального округа для обучающихся, проживающих в поселках и отдаленных районах города, действует 5 школьных автобусов. Более 200 детей обеспечены услугой ежедневной доставки от места проживания до школы и обратно по пяти постоянно действующим маршрутам.
Здравоохранение
Здравоохранение муниципального округа Карпинск представлено одним лечебно-профилактическим учреждением ГБУЗ СО «Карпинская центральная городская больница», включающим в себя стационар на 151 койку, городскую, детскую, стоматологическую поликлиники, отделение скорой медицинской помощи, фельдшерско-акушерские пункты в посёлках Сосновка, Кытлым, Веселовка.
Демографическая ситуация в муниципальном округе Карпинск характеризуется естественной убылью населения. Одной из причин снижения численности населения являются высокий уровень смертности.
Более 2,5 % населения округа поражены ВИЧ-инфекцией (2015).
Уровень заболеваемости наркологическими заболеваниями в 2013 году превысил среднеобластной показатель 2012 года в 2,5 раза и составил 710 человек.
В структуре наркологической заболеваемости количество больных хроническим алкоголизмом составило 486 человек, что на 5,4 % выше уровня 2013 года.
На территории муниципального округа Карпинск проживает около 2,5 тысяч человек с ограниченными возможностями здоровья, из них 129 детей-инвалидов.

## Экология
Основными проблемами в сфере экологической безопасности являются:
- загрязнение воздуха, поверхностных водных ресурсов, почв в результате хозяйственной деятельности человека;
- недостаточное развитие инфраструктуры по сбору, переработке и захоронению отходов;
- низкая экологическая культура населения.

12 июля 2006 года Правительство Свердловской области подписало соглашение с ФКА, по которому территория Карпинского и Североуральского округов определены как районы падения второй ступени модернизированной ракеты-носителя «Союз-2», запуски которой состоялись с космодрома Байконур 19 октября и 27 декабря 2006 года, 14 декабря 2007 года и 17 сентября 2009 года, 17 сентября 2009 года, 8 июля 2014 года, 21 февраля 2019 года.

## Почётные граждане Карпинска
- Бидонько Сергей Юрьевич (2015)[41]
- Бураев Михаил Эрикович (2013)[42]
- Волочнева Валентина Александровна (2009)
- Гриневич Виктор Викторович (2011)[43]
- Кузьмин Николай Венедиктович (2019)[44]
- Масаев Асхать Нургаязович (2011)[43]
- Несис Виталий Натанович (2018)[45]
- Свешников Михаил Олегович (2015)[41] (2017)[46]
- Сергеенко Николай Николаевич (2017)[47]
- Страхов Владислав Иванович (2009)
- Шаньгин Виктор Михайлович (2022)[48]
- Шумков Анатолий Семёнович (2011)